# Microvalgus flavipennis
Microvalgus flavipennis är en skalbaggsart som beskrevs av Gilbert John Arrow 1944. Microvalgus flavipennis ingår i släktet Microvalgus och familjen Cetoniidae. Inga underarter finns listade i Catalogue of Life.